# Bahnstrecke Aalborg–Hvalpsund
| ehemaliger Bahnhof Fandrup |                        |                                                                              |                                                                              |
| |                        |                                                                              |                                                                              |
| Streckenlänge: | (ab Svenstrup) 65,8 km |                                                                              |                                                                              |
| Spurweite: | 1435 mm (Normalspur)   |                                                                              |                                                                              |
| |                        |                                                                              |                                                                              |
| \| \| \| Bahnstrecke Frederikshavn–Aalborg von Frederikshavn \| \| \| \| \| und Bahnstrecke Fjerritslev–Frederikshavn von Frederikshavn \| \| \| \| 0,0 \| Aalborg \| Aalborg \| \| \| \| Güterbahnhof \| \| \| \| \| Aalborg Havnebane \| \| \| \| \| Anschluss Dansk Eternit \| \| \| \| \| Bahnstrecke Aalborg–Hadsund nach Hadsund und zum Østhavnen \| \| \| \| 3,9 \| Skalborg (früher Bhf., Abfertigungsstelle für AHB 1942–1969) \| Skalborg (früher Bhf., Abfertigungsstelle für AHB 1942–1969) \| \| \| \| Anschluss Fællesforeningen for Danmarks Brugsforeninger \| \| \| \| 9,3 \| Svenstrup (ursprünglich Bhf.) \| Svenstrup (ursprünglich Bhf.) \| \| \| \| Bahnstrecke Randers–Aalborg nach Randers \| \| \| \| \| Godthaab Hammerværk \| \| \| \| 12,6 \| Godthåb (Fahrkartenverkaufsstelle, Ladegleis 92 m) \| Godthåb (Fahrkartenverkaufsstelle, Ladegleis 92 m) \| \| \| 15,0 \| Tostrup (ab 1944) \| Tostrup (ab 1944) \| \| \| 16,3/16,8 \| Store Restrup (ab 1944) \| Store Restrup (ab 1944) \| \| \| \| \| \| \| \| 17,6 \| Sønderholm (ab 1902 Kreuzungsgleis 142 m, ab 1915 210 m, ab 1968 Haltepunkt) \| Sønderholm (ab 1902 Kreuzungsgleis 142 m, ab 1915 210 m, ab 1968 Haltepunkt) \| \| \| \| \| \| \| \| 19,3 \| Nyrup Mark (ab 24. September 1938) \| Nyrup Mark (ab 24. September 1938) \| \| \| 21,4 \| Binderup (Fahrkartenverkaufsstelle, ab 1. Januar 1921 Haltepunkt) \| Binderup (Fahrkartenverkaufsstelle, ab 1. Januar 1921 Haltepunkt) \| \| \| 21,4 \| Skal (ab 2. Oktober 1949) \| Skal (ab 2. Oktober 1949) \| \| \| 24,6 \| Nibe \| Nibe \| \| \| 27,4 \| Lundbæk (Fahrkartenverkaufsstelle, ab 1. Januar 1921 Haltepunkt) \| Lundbæk (Fahrkartenverkaufsstelle, ab 1. Januar 1921 Haltepunkt) \| \| \| 29,1 \| Sebbersund (Ladegleis 148 m, lag auf der Ostseite des Sebber Sund) \| Sebbersund (Ladegleis 148 m, lag auf der Ostseite des Sebber Sund) \| \| \| \| Sebbersund \| \| \| \| \| Bahnstrecke Sebbersund–Løgstør–Overlade (nicht gebaut) \| \| \| \| 33,4 \| Halkær (Ladegleis 124 m, ab 1968 Haltepunkt) \| Halkær (Ladegleis 124 m, ab 1968 Haltepunkt) \| \| \| 35,7 \| Hedegårde (ab 15. Mai 1949, für Schienenbusse ab 1. August 1944) \| Hedegårde (ab 15. Mai 1949, für Schienenbusse ab 1. August 1944) \| \| \| 37,6 \| Vegger (Ladegleis 87 m, Kreuzungsgleis 157 m) \| Vegger (Ladegleis 87 m, Kreuzungsgleis 157 m) \| \| \| 39,6 \| Skivum (ab 2. Oktober 1949) \| Skivum (ab 2. Oktober 1949) \| \| \| 40,7 \| Langdal (ab 2. Oktober 1949) \| Langdal (ab 2. Oktober 1949) \| \| \| 42,4 \| Blære (Ladegleis 138 m) \| Blære (Ladegleis 138 m) \| \| \| \| Blære grusgrav (bis 1956) \| \| \| \| 45,9 \| Svenstrupgårde (ab 25. Mai 1955) \| Svenstrupgårde (ab 25. Mai 1955) \| \| \| \| \| \| \| \| \| Himmerlandsbanerne von Løgstør \| \| \| \| 49,6 \| Aars DSB / Aars ANSJ (bis 1910) \| Aars DSB / Aars ANSJ (bis 1910) \| \| \| \| Himmerlandsbanerne nach Aalestrup \| \| \| \| 52,5 \| Pisselhøj (ab 15. Mai 1949, für Schienenbusse ab 1. August 1944) \| Pisselhøj (ab 15. Mai 1949, für Schienenbusse ab 1. August 1944) \| \| \| 54,0 \| Jelstrupgårde (ab 15. Mai 1949, für Schienenbusse ab 1. August 1944) \| Jelstrupgårde (ab 15. Mai 1949, für Schienenbusse ab 1. August 1944) \| \| \| 55,9 \| Havbro (Kreuzungsgleis 178 m) \| Havbro (Kreuzungsgleis 178 m) \| \| \| 58,1 \| Holme (ab 1936 Haltepunkt) \| Holme (ab 1936 Haltepunkt) \| \| \| 61,9 \| Farsø \| Farsø \| \| \| 64,2 \| Fandrup (Ladegleis 127 m, ab 1964 Haltepunkt)[1] \| Fandrup (Ladegleis 127 m, ab 1964 Haltepunkt)[1] \| \| \| 65,4 \| Dammergårde (ab 2. Oktober 1949, für Schienenbusse ab 1944) \| Dammergårde (ab 2. Oktober 1949, für Schienenbusse ab 1944) \| \| \| 68,8 \| Ullits (Ladegleis 232 m) \| Ullits (Ladegleis 232 m) \| \| \| 72,1 \| Hestbæk (ab 12. November 1950) \| Hestbæk (ab 12. November 1950) \| \| \| 74,2 \| Illerisøre (ab 12. November 1950) \| Illerisøre (ab 12. November 1950) \| \| \| 75,1 \| Hvalpsund (Kreuzungsgleis 247 m) \| Hvalpsund (Kreuzungsgleis 247 m) \| \| \| \| Sundsøre \| \| \| \| \| Fährverbindung Hvalpsund–Sundsøre (ab 1927) \| \| \| \| \| (ab 1927) \| \| \| \| \| Hvalpsund Havn (ab 1925) \| \| \| \| \| \| \| \| Quellen: [2] \| \| \| \| |                        |                                                                              |                                                                              |
| Strecke |                        | Bahnstrecke Frederikshavn–Aalborg von Frederikshavn                          | Bahnstrecke Frederikshavn–Aalborg von Frederikshavn                          |
| Strecke |                        | und Bahnstrecke Fjerritslev–Frederikshavn von Frederikshavn                  | und Bahnstrecke Fjerritslev–Frederikshavn von Frederikshavn                  |
| Bahnhof | 0,0                    | Aalborg                                                                      | Aalborg                                                                      |
| Abzweig geradeaus und von links |                        | Güterbahnhof                                                                 | Güterbahnhof                                                                 |
| Abzweig geradeaus und von links |                        | Aalborg Havnebane                                                            | Aalborg Havnebane                                                            |
| Abzweig geradeaus und ehemals nach links |                        | Anschluss Dansk Eternit                                                      | Anschluss Dansk Eternit                                                      |
| Abzweig geradeaus und nach links |                        | Bahnstrecke Aalborg–Hadsund nach Hadsund und zum Østhavnen                   | Bahnstrecke Aalborg–Hadsund nach Hadsund und zum Østhavnen                   |
| Haltepunkt / Haltestelle | 3,9                    | Skalborg (früher Bhf., Abfertigungsstelle für AHB 1942–1969)                 | Skalborg (früher Bhf., Abfertigungsstelle für AHB 1942–1969)                 |
| Abzweig geradeaus und ehemals nach rechts |                        | Anschluss Fællesforeningen for Danmarks Brugsforeninger                      | Anschluss Fællesforeningen for Danmarks Brugsforeninger                      |
| Haltepunkt / Haltestelle | 9,3                    | Svenstrup (ursprünglich Bhf.)                                                | Svenstrup (ursprünglich Bhf.)                                                |
| Abzweig ehemals geradeaus und nach links |                        | Bahnstrecke Randers–Aalborg nach Randers                                     | Bahnstrecke Randers–Aalborg nach Randers                                     |
| Abzweig geradeaus und von links (Strecke außer Betrieb) |                        | Godthaab Hammerværk                                                          | Godthaab Hammerværk                                                          |
| Bahnhof (Strecke außer Betrieb) | 12,6                   | Godthåb (Fahrkartenverkaufsstelle, Ladegleis 92 m)                           | Godthåb (Fahrkartenverkaufsstelle, Ladegleis 92 m)                           |
| Haltepunkt / Haltestelle (Strecke außer Betrieb) | 15,0                   | Tostrup (ab 1944)                                                            | Tostrup (ab 1944)                                                            |
| Haltepunkt / Haltestelle (Strecke außer Betrieb) | 16,3/16,8              | Store Restrup (ab 1944)                                                      | Store Restrup (ab 1944)                                                      |
| |                        |                                                                              |                                                                              |
| Bahnhof (Strecke außer Betrieb) | 17,6                   | Sønderholm (ab 1902 Kreuzungsgleis 142 m, ab 1915 210 m, ab 1968 Haltepunkt) | Sønderholm (ab 1902 Kreuzungsgleis 142 m, ab 1915 210 m, ab 1968 Haltepunkt) |
| |                        |                                                                              |                                                                              |
| Haltepunkt / Haltestelle (Strecke außer Betrieb) | 19,3                   | Nyrup Mark (ab 24. September 1938)                                           | Nyrup Mark (ab 24. September 1938)                                           |
| Haltepunkt / Haltestelle (Strecke außer Betrieb) | 21,4                   | Binderup (Fahrkartenverkaufsstelle, ab 1. Januar 1921 Haltepunkt)            | Binderup (Fahrkartenverkaufsstelle, ab 1. Januar 1921 Haltepunkt)            |
| Haltepunkt / Haltestelle (Strecke außer Betrieb) | 21,4                   | Skal (ab 2. Oktober 1949)                                                    | Skal (ab 2. Oktober 1949)                                                    |
| Bahnhof (Strecke außer Betrieb) | 24,6                   | Nibe                                                                         | Nibe                                                                         |
| Haltepunkt / Haltestelle (Strecke außer Betrieb) | 27,4                   | Lundbæk (Fahrkartenverkaufsstelle, ab 1. Januar 1921 Haltepunkt)             | Lundbæk (Fahrkartenverkaufsstelle, ab 1. Januar 1921 Haltepunkt)             |
| Bahnhof (Strecke außer Betrieb) | 29,1                   | Sebbersund (Ladegleis 148 m, lag auf der Ostseite des Sebber Sund)           | Sebbersund (Ladegleis 148 m, lag auf der Ostseite des Sebber Sund)           |
| Brücke über Wasserlauf (Strecke außer Betrieb) |                        | Sebbersund                                                                   | Sebbersund                                                                   |
| Abzweig geradeaus und nach rechts (Strecke außer Betrieb) |                        | Bahnstrecke Sebbersund–Løgstør–Overlade (nicht gebaut)                       | Bahnstrecke Sebbersund–Løgstør–Overlade (nicht gebaut)                       |
| Bahnhof (Strecke außer Betrieb) | 33,4                   | Halkær (Ladegleis 124 m, ab 1968 Haltepunkt)                                 | Halkær (Ladegleis 124 m, ab 1968 Haltepunkt)                                 |
| Haltepunkt / Haltestelle (Strecke außer Betrieb) | 35,7                   | Hedegårde (ab 15. Mai 1949, für Schienenbusse ab 1. August 1944)             | Hedegårde (ab 15. Mai 1949, für Schienenbusse ab 1. August 1944)             |
| Bahnhof (Strecke außer Betrieb) | 37,6                   | Vegger (Ladegleis 87 m, Kreuzungsgleis 157 m)                                | Vegger (Ladegleis 87 m, Kreuzungsgleis 157 m)                                |
| Haltepunkt / Haltestelle (Strecke außer Betrieb) | 39,6                   | Skivum (ab 2. Oktober 1949)                                                  | Skivum (ab 2. Oktober 1949)                                                  |
| Haltepunkt / Haltestelle (Strecke außer Betrieb) | 40,7                   | Langdal (ab 2. Oktober 1949)                                                 | Langdal (ab 2. Oktober 1949)                                                 |
| Bahnhof (Strecke außer Betrieb) | 42,4                   | Blære (Ladegleis 138 m)                                                      | Blære (Ladegleis 138 m)                                                      |
| Abzweig geradeaus und nach links (Strecke außer Betrieb) |                        | Blære grusgrav (bis 1956)                                                    | Blære grusgrav (bis 1956)                                                    |
| Haltepunkt / Haltestelle (Strecke außer Betrieb) | 45,9                   | Svenstrupgårde (ab 25. Mai 1955)                                             | Svenstrupgårde (ab 25. Mai 1955)                                             |
| Abzweig geradeaus und nach links (Strecke außer Betrieb) · Strecke von rechts (außer Betrieb) |                        |                                                                              |                                                                              |
| Abzweig geradeaus und von rechts (Strecke außer Betrieb) · Strecke (außer Betrieb) |                        | Himmerlandsbanerne von Løgstør                                               | Himmerlandsbanerne von Løgstør                                               |
| Bahnhof (Strecke außer Betrieb) · Kopfbahnhof Streckenende (Strecke außer Betrieb) | 49,6                   | Aars DSB / Aars ANSJ (bis 1910)                                              | Aars DSB / Aars ANSJ (bis 1910)                                              |
| Abzweig geradeaus und nach links (Strecke außer Betrieb) |                        | Himmerlandsbanerne nach Aalestrup                                            | Himmerlandsbanerne nach Aalestrup                                            |
| Haltepunkt / Haltestelle (Strecke außer Betrieb) | 52,5                   | Pisselhøj (ab 15. Mai 1949, für Schienenbusse ab 1. August 1944)             | Pisselhøj (ab 15. Mai 1949, für Schienenbusse ab 1. August 1944)             |
| Haltepunkt / Haltestelle (Strecke außer Betrieb) | 54,0                   | Jelstrupgårde (ab 15. Mai 1949, für Schienenbusse ab 1. August 1944)         | Jelstrupgårde (ab 15. Mai 1949, für Schienenbusse ab 1. August 1944)         |
| Bahnhof (Strecke außer Betrieb) | 55,9                   | Havbro (Kreuzungsgleis 178 m)                                                | Havbro (Kreuzungsgleis 178 m)                                                |
| Bahnhof (Strecke außer Betrieb) | 58,1                   | Holme (ab 1936 Haltepunkt)                                                   | Holme (ab 1936 Haltepunkt)                                                   |
| Bahnhof (Strecke außer Betrieb) | 61,9                   | Farsø                                                                        | Farsø                                                                        |
| Bahnhof (Strecke außer Betrieb) | 64,2                   | Fandrup (Ladegleis 127 m, ab 1964 Haltepunkt)                                | Fandrup (Ladegleis 127 m, ab 1964 Haltepunkt)                                |
| Haltepunkt / Haltestelle (Strecke außer Betrieb) | 65,4                   | Dammergårde (ab 2. Oktober 1949, für Schienenbusse ab 1944)                  | Dammergårde (ab 2. Oktober 1949, für Schienenbusse ab 1944)                  |
| Bahnhof (Strecke außer Betrieb) | 68,8                   | Ullits (Ladegleis 232 m)                                                     | Ullits (Ladegleis 232 m)                                                     |
| Haltepunkt / Haltestelle (Strecke außer Betrieb) | 72,1                   | Hestbæk (ab 12. November 1950)                                               | Hestbæk (ab 12. November 1950)                                               |
| Haltepunkt / Haltestelle (Strecke außer Betrieb) | 74,2                   | Illerisøre (ab 12. November 1950)                                            | Illerisøre (ab 12. November 1950)                                            |
| Bahnhof (Strecke außer Betrieb) | 75,1                   | Hvalpsund (Kreuzungsgleis 247 m)                                             | Hvalpsund (Kreuzungsgleis 247 m)                                             |
| Betriebs-/Güterbahnhof Streckenanfang (Strecke außer Betrieb) · Strecke (außer Betrieb) |                        | Sundsøre                                                                     | Sundsøre                                                                     |
| Eisenbahnfähre (Strecke außer Betrieb) · Strecke (außer Betrieb) |                        | Fährverbindung Hvalpsund–Sundsøre (ab 1927)                                  | Fährverbindung Hvalpsund–Sundsøre (ab 1927)                                  |
| Strecke nach links (außer Betrieb) · Abzweig geradeaus und von rechts (Strecke außer Betrieb) |                        | (ab 1927)                                                                    | (ab 1927)                                                                    |
| |                        | Hvalpsund Havn (ab 1925)                                                     |                                                                              |
| |                        |                                                                              |                                                                              |
| Quellen: |                        |                                                                              |                                                                              |

Die Bahnstrecke Aalborg–Hvalpsund verläuft zwischen Aalborg und Hvalpsund in Himmerland in der heutigen Region Nordjylland. Sie wurde in zwei Teilstücken zwischen 1899 und 1910 eröffnet und 1927 durch die Eisenbahnfährverbindung Hvalpsund–Sundsøre erweitert.
Erbauer der Nibebanen genannten ersten Teilstrecke zwischen Aars und Svenstrup über Nibe war die private dänische Eisenbahngesellschaft Aars-Nibe-Svenstrup Jernbane (ANSJ). Mit der Verlängerung wurde die Gesellschaft in Aalborg-Hvalpsund Jernbane (AHJ) umbenannt. Die Gesamtstrecke wurde Hvalpsundbanen genannt.
Die Einstellung der Strecke erfolgte am 31. März 1969.

## Aars–Nibe–Svenstrup Jernbane
Die Eisenbahnstrecke von Svenstrup nach Nibe war im Eisenbahngesetz vom 8. Mai 1894 enthalten. Die Konzession wurde am 23. Dezember 1895 an die Aars–Nibe–Svenstrup Jernbane erteilt, die Bauarbeiten begannen im Frühjahr 1897. Der größte Teil der Strecke führte durch hügeliges Gelände mit Steigungen bis zu 12,5 ‰, so dass stärkere Lokomotiven als für Privatbahnen in Dänemark normal üblich beschafft werden mussten. Die verwendeten Schienen waren mit einem Metergewicht von 22,5 kg/m zur damaligen Zeit ebenfalls stärker als auf anderen Strecken. Auf der am 16. Juli 1899 eröffneten Strecke war eine Höchstgeschwindigkeit von 45 km/h erlaubt.
Die Kosten für den Bau betrugen 1.817.811 Kronen. Darin war die Beschaffung von drei Dampflokomotiven und 30 Wagen, davon 19 Güterwagen, enthalten.
Zwischen Aalborg und Svenstrup benutzte ab dem 8. Dezember 1902 die neue Bahnstrecke Frederikshavn–Aalborg der Danske Statsbaner (DSB), die in Aalborg einen neuen Bahnhof eröffnete. In Svenstrup bauten DSB einen neuen Bahnhof westlich der Strecke, da der alte, östlich gelegene der ANSJ zu klein war. Die private Gesellschaft ANSJ hatte in Svenstrup einen Lokschuppen, eine Drehscheibe und eine Werkstatt errichtet, da die Station bis zur Eröffnung der DSB-Strecke drei Jahre lang die Endstation war.
ANSJ war die einzige private Bahngesellschaft, die zwischen zwei DSB-Bahnhöfen eine Strecke besaß. Die Betriebsleitung beschloss, um unabhängig von DSB zu sein, an einem Ende der Strecke eine eigene Expedition in Aars zu errichten, wo das Fahrpersonal stationiert war. So baute ANSJ ein Lagerhaus und eine Remise in Aars, jedoch kein Bahnhofsgebäude. Die Abfertigung wurde anfangs von der DSB-Station direkt gegenüber durchgeführt. 1903 richtete ANSJ eine Abfertigungsstelle im Warenhaus ein und übernahm die Abwicklung des Verkehrs selbst. Die Reisenden konnten den Wartesaal in der Staatsbahnstation nutzen.

## Aalborg–Hvalpsund Jernbaneselskab
Die Streckenerweiterung von Aars nach Hvalpsund war im Eisenbahngesetz vom 27. Mai 1908 enthalten. Die Konzession wurde am 13. November 1908 erteilt, Baubeginn war im April 1909. Die Baukosten betrugen 907.360 Kronen und enthielten die Beschaffung von zwei weiteren Lokomotiven und zehn Wagen, davon sechs Güterwagen.
Der Abschnitt wurde am 2. Juli 1910 eröffnet. Die letzten Kilometer nordöstlich von Hvalpsund führte die Strecke am Limfjorden entlang. Dort gab es in den ersten Jahren große Probleme mit Hochwasser, so dass laufend Küstenschutzmaßnahmen notwendig wurden.
Nach der Erweiterung wurde die Gesellschaft in Aalborg-Hvalpsund Jernbaneselskab umbenannt und der Abfertigungsdienst in Aars den DSB übertragen. Bis 1917 verwendete das Unternehmen die Bezeichnung AHJ für Aalborg-Hadsund Jernbane. Nach der Gründung der Aalborg Privatbahnen (APB) wurde Bezeichnung AHJ in AHB (Aalborg–Hadsund Banen) geändert, weil die Bezeichnung AHJ von der Aalborg–Hadsund Jernbane benutzt wurde.

## Nordjyllands Forenede Privatbaner
Die Gesellschaft hatte ihre Zentrale mittlerweile nach Aalborg verlegt und bildete zusammen mit den beiden anderen Privatbahnen Fjerritslev–Frederikshavn Jernbane (FFJ) und Aalborg–Hadsund Jernbane (AHJ) eine Betreibergesellschaft unter dem Namen Nordjyllands Forenede Privatbaner.

## Aalborg Privatbahnen (APB)
1917 wurde die Gesellschaft Nordjyllands Forenede Privatbaner in Aalborg Privatbaner (APB) umbenannt.

## Fährverbindung Hvalpsund–Sundsøre

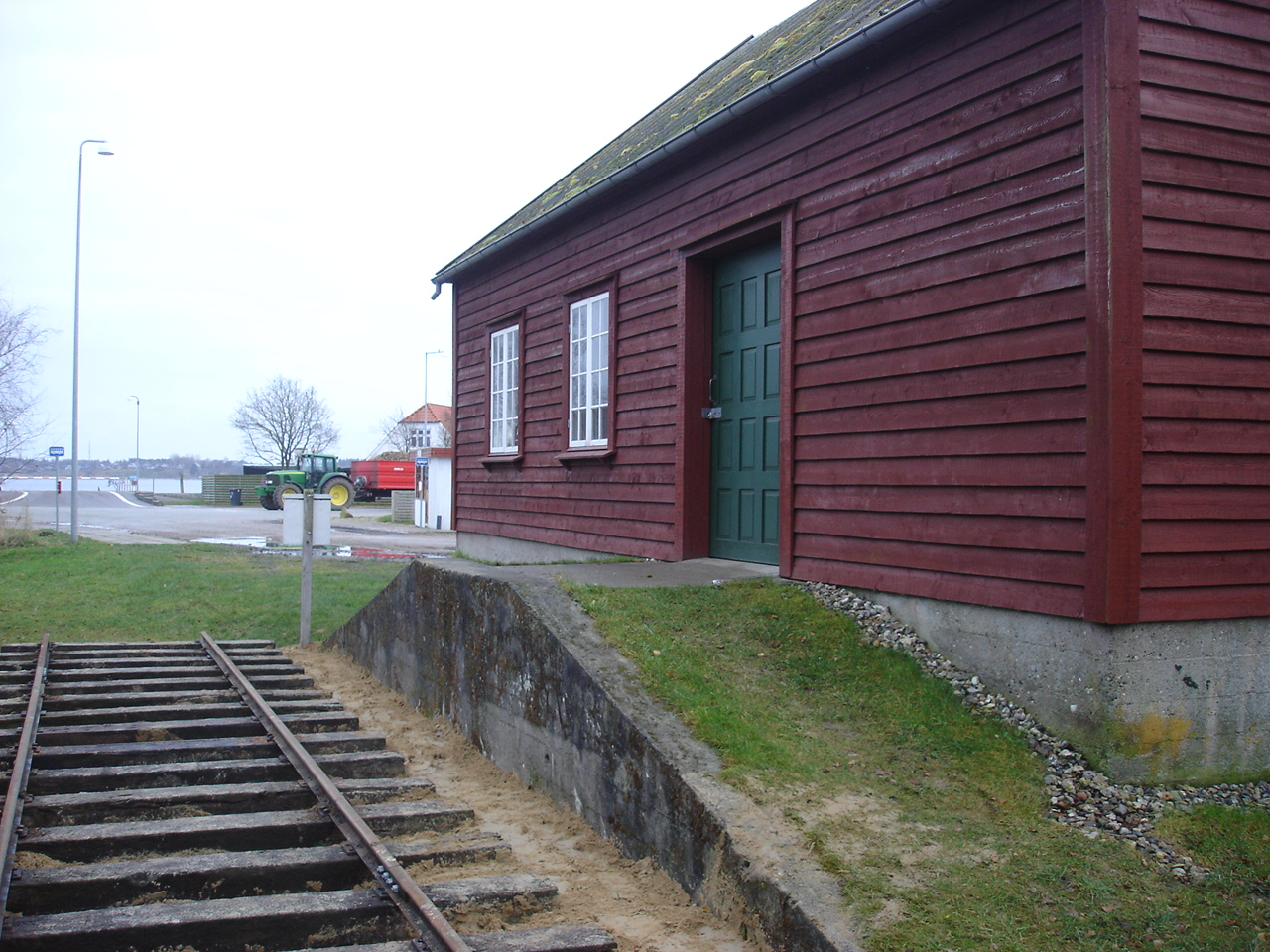
Der Güterschuppen in Sundsøre nach der Renovierung. Im Hintergrund die Anlegestelle nach Hvalpsund

1925 erhielt die AHB eine Konzession für einen Eisenbahnfährverbindung über den Hvalpsund nach Sundsøre in Salling.
Die dieselbetriebene Fähre Hvalpsund wurde in der Aalborg Værft gebaut. Die Fähre war Dänemarks kleinste Eisenbahnfähre und konnte vier Güterwagen oder 22 Autos befördern. Am 25. Mai 1927 wurden die Fähre und der kleine Güterbahnhof in Sundsøre mit Lager- und Warteraum in Betrieb genommen.
Für die Überfahrt benötigte die Fähre zwölf Minuten, es fanden mit der Betriebsaufnahme sieben Überfahrten pro Tag in jede Richtung statt.
Die Überführung von Güterwagen über den Hvalpsund nahm nach dem Zweiten Weltkrieg stark ab. Die Fährlinie wurde von den beiden Anliegergemeinden übernommen und ist als Autofähre in Betrieb.

## Weitere Bahnprojekte
Für die Halbinsel  Salling wurde eine Nørre Salling Jernbane vorgeschlagen, die die Verbindung zwischen Sundsøre und Sallingbanen (Skive–Glyngøre) herstellen sollte. Der Vorschlag wurde mit dem Eisenbahngesetz vom 20. März 1918 veröffentlicht, jedoch nicht realisiert. Stattdessen wurde zwischen Sundsøre und Roslev eine Buslinie eingerichtet, zu der Hvalpsundbanen einen Zuschuss gab.
Mit dem gleichen Eisenbahngesetz wurden die Projekte in Himmerland veröffentlicht, die AHB-Stationen berührten:
- Aars–Arden–Øster Hurup Jernbane
- Sebbersund–Løgstør–Overlade Jernbane – diese hätte die Entfernung zwischen Aalborg und Løgstør verkürzt und wäre als Bahnstrecke gegenüber der Seefahrt konkurrenzfähiger gewesen. AHB sah diesen Vorschlag positiv. Damit wäre die Verkürzung des eigenen Streckenabschnittes mit 29 km von Sebbersund statt 50 km über Aars verbunden gewesen.
- Aalborg–Nørager Jernbane – wäre für die AHB ein ernsthafter Konkurrent geworden. Die Strecke hätte die AHB-Strecke in Sønderholm gekreuzt. Von dort wäre der Weg nach Aalborg kürzer gewesen.

Wie die meisten anderen Punkte des Eisenbahngesetzes von 1918 wurden diese Projekte nicht ausgeführt.

## Kürzeste Landverbindung Aalborg–Viborg
Mit der Fähre über den Hvalpsund betrachtete sich AHB als regionale Verbindung zwischen den Landesteilen Himmerland und Salling. Die Strecke war die kürzeste Verbindung zwischen Aalborg und Viborg, sie betrug 102 km über Nibe–Aars gegenüber 111 km über Hobro–Aalestrup (mit Umsteigen in beiden Orten) und 132 km über Randers–Langå. Die Betriebsleitung der AHB machte 1926 DSB auf die Möglichkeit aufmerksam, mit einem direkten Zug den kürzesten Weg zu nehmen, was diese ignorierte.

## Bahnhof Aars
Im Bahnhof Aars traf die Strecke auf die Himmerlandsbanerne. Mit der Verlängerung der Strecke 1910 wurde die ursprüngliche Station aufgelöst und der DSB-Bahnhof mit benutzt. Ab 1966 war Aars nur noch ein Güterbahnhof.

## Stilllegung
Die Strecke wurde am 31. März 1969 stillgelegt. Der Abbau der Gleisanlagen begann am 3. Juni 1969 in Svenstrup und war drei Monate später abgeschlossen.

## Vorhandene Stationsgebäude
Die älteren Gebäude zwischen Svenstrup und Aars wurden von dem Architekten Thomas Arboe gezeichnet, die Pläne der neuen Stationsgebäude zwischen Aars und Hvalpsund stammen von Einar Packness. Die Gebäude in Godthåb, Nibe (abgerissen 1971) und  Farsø (abgerissen 1977) existieren nicht mehr. Vorhanden sind die Gebäude in Sønderholm, Binderup, Lundbæk, Sebbersund, Halkær, Vegger, Blære, Havbro, Holme, Fandrup, Ullits, Hvalpsund sowie der Lokschuppen Hvalpsund und das Übernachtungsgebäude.

## Erhaltene Bahndämme
Von der einst 65,8 km langen Strecke sind 41 km des Bahndammes noch vorhanden.
Am 11. Oktober 2013 wurde der Oldstien zwischen Svenstrup und Godthåb zum Bjergbanestien zwischen Svenstrup und Nibe erweitert. Das Gelände war von der alten Aalborg Kommune und der Nibe Kommune nach der Stilllegung erworben worden.
Die Naturschutzverwaltung hat den Naturstein Nibe-Hvalpsund angelegt, der dem Bahndamm zwischen Nibe und Havbro außer den Abschnitten in Aars und kurzen Strecken durch Vegger und Sebbersund folgt. Zwischen Nygårdsvej in Aars und Løgstørvej westlich der Stadt besteht der Bahndamm noch auf zwei Kilometer Länge. Jedoch wählte die Naturschutzverwaltung für die Fortsetzung des Weges den Radweg entlang des Løgstørvej. Zwischen Havbro und Hvalpsund sind nur kleine Stücke des Bahndammes erhalten, dort folgt der Weg hauptsächlich Autostraßen.